# Флокон, Фердинан
Фердинан Флокон (фр. Ferdinand Flocon; 1 ноября 1800 года, Париж — 15 мая 1866 года, Лозанна) — французский журналист и политический деятель; видный участник революционных событий 1848 года и министр при Второй республике.

## Биография
Был сотрудником радикальных журналов, в 1845—48 годах — редактором «Reforme». Будучи редактором, печатал статьи Прудона, Бакунина, Пёкера, Маркса и Энгельса.
Как участник революции 1848 года, после её торжества стал секретарём, а через несколько дней — членом временного правительства. Избранный в Национальное собрание, занял место среди левых.
11 мая 1848 году был назначен министром земледелия и торговли. Был безусловным противником июньского восстания, поддерживал диктатуру Кавеньяка и осадное положение в Париже; тем не менее, Кавеньяк не пожелал удержать его в составе министерства, и Флокон 26 июня вышел в отставку. С тех пор он требовал вместе со всеми левыми амнистии июньским инсургентам, предания суду Луи-Наполеона и т. д., иногда, однако, отделяясь от своей партии; так, например, 2 сентября 1848 года он голосовал против отмены осадного положения и при обсуждении конституции подал голос против поправки Греви о назначении президента палатой.
В законодательное собрание 1849 года он не был избран; в печати продолжал нападать на политику Елисейского дворца.
Изгнанный из Франции после 2 декабря 1851 года, поселился в Швейцарии, где и умер в нищете, не пожелав воспользоваться амнистией 1859 года.
Похоронен на Пер-Лашезе (участок 53).

## Труды
Издания:
- «Salon de 1824», (Пар., 1827);
- «Dictionnaire de morale jésuitique» (1824);
- «Ned Wilmore» (роман, 1827);
- «Ballades allemandes tirées de Bürger, Körner et Kosegarten» (1827);
- «Révélations sur le coup de pistolet du 19 novembre 1832» (1832).